# Roger Angel
James Roger Prior Angel (St Helens (Merseyside), Inglaterra, 7 de fevereiro de 1941) é um astrônomo estadunidense nascido na Inglaterra.

## Prêmios e condecorações
- 1976 Prêmio Newton Lacy Pierce de Astronomia
- 1990 Membro da Academia de Artes e Ciências dos Estados Unidos
- 2000 Membro da Academia Nacional de Ciências dos Estados Unidos
- 2006 Prêmio Joseph Weber por Instrumentação Astronômica
- 2010 Prêmio Kavli
- 2016 National Inventors Hall of Fame